# Herbert Gerigk
Herbert Gerigk (Mannheim, 2 marzo 1905 – Dortmund, 20 giugno 1996) è stato un musicologo tedesco, noto per essere coautore, assieme a Theophil Stengel, del "Lexikon der Juden in der Musik" (Lessico degli ebrei nella musica).

## Biografia
Dopo la laurea nel 1928, Herbert Gerigk pubblicò nel 1932 una tesi su Giuseppe Verdi. Fu la prima importante presentazione musicologica complessiva di Verdi in Germania e apparve nella serie "I grandi maestri della musica". 
Gerigk si unì al partito nazista nel 1932 e si unì alla SA nel 1933. 
Dal 1935 lavorò nel Reich nazionalsocialista tedesco come "capo della sezione musicale per il monitoraggio della formazione intellettuale e ideologica e dell'educazione del partito nazista".  Nel 1935 si unì alla SS. 
Gerigk ha assunto la pianificazione della politica musicale di Alfred Rosenberg ed è stato responsabile della sua attuazione nell'ufficio del Rosenberg. Questa politica era di sopprimere la rappresentazione ebraica nella vita musicale rimuovendo gli ebrei dalle loro posizioni e fermando la diffusione della nuova musica. 
L'opera più famosa di Gerigk è stata la mescolanza antisemita Lexikon der Juden in der Musik, che ha curato in collaborazione con Theophil Stengel, presidente della Reich Music Chamber. Lo scopo del lavoro era di impedire l'esecuzione "accidentale" di opere di compositori ebrei e parzialmente ebrei, per identificare tutti i professionisti della musica ebraica, ma in particolare per svalutare i compositori fissati nella tradizione musicale tedesca come Felix Mendelssohn, Giacomo Meyerbeer e Gustav Mahler, attraverso bugie e falsificazione deliberata. Durante la seconda guerra mondiale Gerigk assunse un ruolo di primo piano nella persecuzione degli ebrei. Ha diretto l'ufficio di musica di Einsatzstab Reichsleiter Rosenberg ed è stato il motore di tutte le attività dello "staff speciale di musica" nei paesi occupati. L'attività includeva il saccheggio dei beni culturali nei paesi occupati e il suo trasporto in Germania. Nella sola Francia occupata, gli investigatori di Gerigk hanno portato i mirtilli in due anni da 34.500 case o appartamenti ebrei, compresi quelli di Emmerich Kálmán, Darius Milhaud, Fernand Halphen, Arno Poldes e Gregor Piatigorsky. Del meccanismo di distruzione dell'Olocausto, Gerigk scrisse nel 1942: "La questione deve essere sollevata sull'opportunità, data la liquidazione degli ebrei europei, di consentire alle mezze razze ebraiche come operatori culturali in qualsiasi forma". Nel 1943 divenne caporedattore della rivista musicale promossa da Rosenberg, Music in War; nel 1944 fu promosso a SS-Hauptsturmführer.  Dopo la seconda guerra mondiale Gerigk non fu mai assicurato alla giustizia per la sua complicità nell'Olocausto. Sebbene il suo passato nazista gli impedisse una carriera accademica, lavorò come critico musicale alla Ruhr-Nachrichten di Dortmund. Nel 1954 scrisse un Dizionario di musica, che fu pubblicato dalla stessa ditta (Bernhard Hahnefeld) che lo aveva pubblicato durante l'era nazista.